# Lola Álvarez
Pour les articles homonymes, voir Álvarez.
Lola Álvarez Morales, née en février 1959 à Séville, est une journaliste et dirigeante d'entreprise espagnole. De 2005 à 2012, elle dirige l'agence de presse EFE.

## Biographie
Lola Álvarez est licenciée en histoire contemporaine de l'université de Salamanque et licenciée en sciences de l'information de l'université complutense de Madrid. Elle est diplômée en relations internationales de l'université d'Oxford, en art des médias du Center for the Media Arts, en Broadcast News de l'école de journalisme de l'université Columbia de New York. Elle fait des études post-universitaires en communication à l'université de New York et obtient un master en économie et administration des entreprises à l'Institut international San Telmo/IESE de Séville.
Lola Álvarez a débuté en 1983 sa carrière dans la télévision publique chez TVE, où elle devient à la fois journaliste et productrice d'émissions, puis commence à gagner de nombreux prix et récompenses publiques. Elle part en 1986 à New York, au service de la chaîne américaine NBC puis revient en Espagne travailler pour « Canal Sur TV », la télévision publique d'Andalousie, où elle crée un programme de Master spécialisé pour présentateurs de télévision. Elle rejoint ensuite le groupe de presse écrite Prisa en 2000, pour le compte duquel elle développe des projets dans le domaine de la télévision
Grâce à cette compétence et aux ponts ainsi bâtis entre l'audiovisuel et l'écrit, l'agence de presse EFE en fait en novembre 200 sa première directrice générale puis sa première présidente,. En 2007, elle a invité les agences de presse de 140 pays à un congrès mondial à Estepona (Andalousie-Sud), au cours duquel les débats se sont centrés sur les moyens de lutter contre le piratage électronique. Elle quitte ses fonctions en mars 2012.